# Kostel svatého Gotharda (Hořice)
Kostel svatého Gotharda je římskokatolický, orientovaný, filiální kostel v Hořicích. Je chráněn od 27. 12. 2005 jako kulturní památka České republiky. Kostel je situován uprostřed hřbitova ohrazeného zdí na návrší nad obcí a je krajinnou dominantou území jihovýchodně od Hořic. Součástí areálu je 52 náhrobníků.

## Historie
Barokní kostelík byl postaven ve druhé polovině 17. století na místě původní dřevěné kaple s věžičkou, která byla založena pražskými premonstráty a zasvěcena svatému Gothardovi, patronu proti bouřkám, krupobití a ohni. V roce 1653 byla opravena střecha stržená větrem a v roce 1654 byla obnovena zvonice. V roce 1675 byla postavena nová kazatelna a v roce 1680 byl pořízen nový strop. Počátkem roku 1701 byla uzavřena smlouva s Janem Thoříkem a Danielem Puckem o zboření starého kněžiště a postavení nové kaple z kamene. Tato kaple tvoří dnešní presbytář až po kazatelnu. Na svátek sv. Jana Nepomuckého roku 1738 se v kostele konala poslední mše a ihned potom se začalo s bouráním a následně se stavbou. Z důvodu požáru 17. srpna 1738 musela být stavba maximálně urychlena. Za týden po ničivém požáru byl kostel vysvěcen. V letech 1739-1741 byla přistavěna jednopatrová věž, v jejímž přízemí byla zřízena sakristie a v mezipatře panská oratoř. Klenba postavená v roce 1738 se v roce 1844 zřítila a byla nahrazena plochým stropem. Památný zvon ulitý královéhradeckým zvonařem Václavem Konvářem byl během 1. světové války přemístěn do děkanského kostela ve městě místo ostatních, které byly roztaveny k válečným účelům. Kdysi slavný poutní kostel je dnes využíván především k církevním pohřebním obřadům.

### Program záchrany architektonického dědictví
V rámci Programu záchrany architektonického dědictví bylo v letech 1995-2014 na opravu památky čerpáno 3 600 000 Kč.
| rok    | 2008 | 2009 | 2010 | 2011 | 2012 | 2013 | 2014 |
| ------ | ---- | ---- | ---- | ---- | ---- | ---- | ---- |
| částka | 500  | 500  | 600  | 630  | 420  | 400  | 550  |

## Interiér
Interiér kostela je 14,8 metru dlouhý, 9,2 metru široký a 6,5 metru vysoký. Hlavní oltář s obrazem sv. Gotharda je barokní. Pískovcové sochy 12 apoštolů a 4 českých patronů jsou dílem profesora sochařsko-kamenické školy Jana Vávry. Z původních tří zvonů zbyl jen nejmenší.

## Bohoslužby
Pravidelné bohoslužby se v kostele nekonají. Poutní mše svatá se koná v neděli okolo 5. května od 9:00.